# Kesar Novak
Novak il Serbo (Srbin Novak) (fl. XIV secolo) è stato un nobile serbo, vissuto nel XIV secolo, che governò la regione del Lago Prespa durante l'Impero serbo di Stefano Uroš V (1355-1371).
Ottenne il titolo di Cesare, e pertanto è anche conosciuto come Kesar Novak.
Ebbe una moglie greca, Kali, dalla quale ebbe una figlia, Marija (Maria), e un figlio, Amiral (Amiralis).
Tra i suoi possedimenti vi era la chiesa-grotta di Bogorodica (Santa Vergine Eleusa) sull'isola di Maligrad dove sono presenti affreschi e iscrizioni greche sulla sua famiglia risalenti al 1369.